# Nho giáo Việt Nam

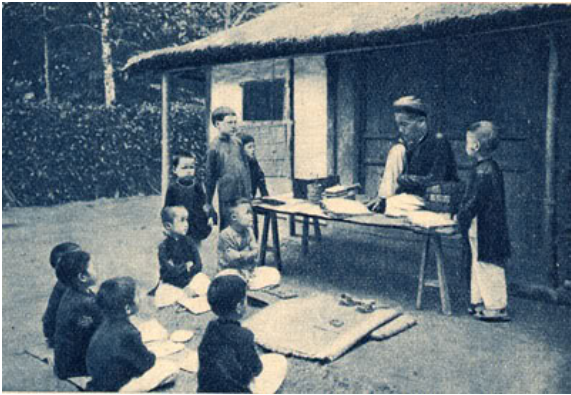
Một lớp học chữ Nho

Nho giáo được xem là hệ tư tưởng có ảnh hưởng sâu rộng và lâu dài đến xã hội Việt Nam, là nền tảng đạo đức giáo dục con người, đóng góp to lớn vào việc tổ chức nhà nước, duy trì trật tự xã hội, phát triển kinh tế, sáng tác văn học trong các triều đại quân chủ như Nhà Lý, Nhà Trần, Nhà Lê, Nhà Nguyễn, trong suốt chiều dài lịch sử phù hợp và dung hòa với đời sống người Việt hình thành nền Nho giáo bản sắc Việt Nam nôm na gọi là Việt Nho ... Ảnh hưởng của Nho giáo đối với Việt Nam sâu sắc  là nền tảng của nền văn minh tại Việt Nam và xếp Việt Nam vào các nước ảnh hưởng nền Văn minh Trung Hoa gọi là Vùng văn hóa Đông Á. Nho giáo từng bước định hình lối sống, sinh hoạt, đạo đức, đối nhân xử thế trong xã hội Việt Nam. Một số tư tưởng của Nho giáo vẫn đóng vai trò trong trật tự xã hội Việt Nam tới ngày nay. Những khía cạnh suồng sã và tiêu cực của chủ nghĩa vật chất và tư tưởng hưởng thụ được cho là xung đột với Nho giáo và làm xuống cấp đạo đức người Việt Nam ngày nay.

## Lịch sử

### Thời Bắc Thuộc

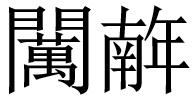
Đọc chữ theo chữ quốc ngữ là "Muôn năm". Chữ Nôm một sáng tạo của Nho giáo Việt Nam

Đã có một số bằng chứng cho thấy Nho giáo được truyền vào thế kỷ 1 TCN khi ở Trung Quốc nhà Tây Hán đã đánh bại tập đoàn phong kiến họ Triệu và giành lấy quyền thống trị và cho lập 3 quận tại Bắc Bộ, tuy nhiên tầm ảnh hưởng Nho giáo còn rất hạn chế. Việc phổ biến Nho giáo được nhà Tây Hán xem là hành động giáo hóa, khai minh cho các bộ tộc man rợ bị chinh phục. Nho giáo được du nhập vào Việt Nam song song với chữ Hán dần Hán hóa ngôn ngữ của người Việt làm nền tảng cho việc tiếp thu những tri thức về xã hội và tự nhiên, văn học, sử học, triết học, thiên văn học và y học từ người Trung Hoa cổ đại.

### Các triều đại quân chủ đầu tiên
Đến thế kỷ X, sau chiến thắng Bạch Đằng của Ngô Quyền, khi người Việt bước sang kỷ nguyên độc lập, tự chủ và bắt đầu xây dựng nền văn minh Đại Việt trong khuôn khổ của một nhà nước quân chủ tập quyền, thì xã hội Việt Nam lúc này mới đặt ra những yêu cầu đối với sự tồn tại và phát triển của Nho giáo ở Việt Nam, đầu tiên phải kể đến là muốn xây dựng nhà nước quân chủ tập quyền thì phải truyền bá Nho giáo đến người dân, nhằm củng cố quyền lực trung ương, duy trì trật tự xã hội. Tuy nhiên, ở các triều đại quân chủ đầu tiên sau khi Việt Nam giành độc lập, Nho giáo vẫn chưa có vai trò đáng kể trong đời sống chính trị, tinh thần của xã hội Việt Nam.

### Nhà Lý
Năm 1070, nhà Lý cho xây dựng Văn Miếu. Năm 1075 mở khoa thi Nho học đầu tiên với tên gọi “Thi minh kinh bác học” và “Nho học tam trường”, chính thức khai sinh cho lịch sử thi cử Nho giáo lâu dài ở Việt Nam. Năm 1076, nhà Lý cho lập Quốc tử giám ngay giữa kinh thành và “chọn quan viên văn chức, người nào biết chữ cho vào Quốc tử giám”. Từ đây, con em quý tộc họ Lý chính thức được đào tạo chủ yếu theo Nho giáo. Cũng từ đây, nền đại học Việt Nam được khai sinh. Năm 1156, nhà Lý cho lập miếu riêng thờ Khổng Tử (trước đó, Văn Miếu thờ chung cả Chu Công và Khổng Tử). Điều đó thể hiện “khuynh hướng muốn dựng Nho giáo thành một giáo lý độc tôn, đem Khổng Tử từ bậc tử (thầy) như các Chư Tử lên bậc Thánh Khổng vậy”. Với việc tổ chức khoa cử, nhà Lý đã mở đầu cho lịch sử khoa cử Việt Nam kéo dài hơn 800 năm, qua đây tuyển chọn những nhân tài cho bộ máy nhà nước, nêu cao vị trí Nho học, thúc đẩy việc truyền bá và phát triển Nho học. Tuy vậy, ở thời Lý, việc học tập và thi cử chưa được tổ chức thường xuyên và chưa có quy chế rõ ràng.
Kể từ thời Lý trở đi, sự phát triển tri thức khoa học và sáng tạo nghệ thuật của người Việt đã có một bước tiến rõ rệt, biểu hiện trên các lĩnh vực lý luận chính trị và pháp quyền, văn học và sử học. Nho giáo với tư cách một học thuyết chính trị - đạo đức từng bước thâm nhập vào lĩnh vực tư tưởng văn hóa trong đời sống xã hội, tạo ra những tiền đề cần thiết để tiếp tục phát triển mạnh mẽ dưới thời Trần và các thế kỷ sau. Các văn bản còn lưu giữ được từ thời này cho thấy các bậc vua quan và nho sĩ dưới thời Lý sử dụng các điển tích và khuôn mẫu theo quan niệm của Nho giáo, coi đó như là những bài học kinh nghiệm, những mực thước trong việc trị nước, yên dân để xây dựng một xã hội thái bình, thịnh trị. Các phạm trù đạo đức của Nho giáo, như trung, hiếu, nhân, nghĩa... đã được vận dụng vào lĩnh vực chính trị và ngày càng trở thành chuẩn mực đạo đức cho hành vi của con người trong xã hội.

### Nhà Trần
Đến thời Trần, do yêu cầu cai trị quốc gia, yêu cầu tuyển lựa nhân tài để bổ dụng cho bộ máy nhà nước, giáo dục Nho học được đẩy mạnh, số người tiến thân bằng con đường cử nghiệp ngày càng nhiều hơn, giới Nho sĩ đông đảo hơn trước. Từ giữa thế kỷ XIII, kết cấu giai cấp lãnh đạo trong xã hội đã có sự thay đổi. Nếu trước đây tầng lớp quản lý nhà nước bao gồm quý tộc, công thần, quan liêu, cao tăng thì từ đây, kết cấu tầng lớp quản lý nhà nước bao gồm hai bộ phận rõ rệt: thành phần quý tộc nắm giữ những chức vụ cao nhất trong triều và thành phần Nho sĩ đông đảo không phải là quý tộc đóng vai trò thừa hành trong bộ máy quản lý nhà nước. Thời Trần, Phật giáo phát triển khá thịnh, được nhà nước suy tôn, chọn làm quốc giáo nhưng Phật giáo không phải là học thuyết chính trị. Dưới thời Trần, Phật giáo mang tính nhập thế, tích cực, nhưng toàn bộ hệ thống giáo lý của nó không có sự giải đáp thích đáng nào về các vấn đề có liên quan đến việc cai trị quốc gia và duy trì trật tự xã hội. Vì quyền lực của nhà nước lúc đó nằm trong tay nhà vua, nên chữ "trung" của Nho giáo cần được tiếp thu để củng cố quyền lực của nhà vua. Nho giáo là một học thuyết chính trị - đạo đức chủ trương xây dựng mối quan hệ hài hòa giữa người cai trị và dân chúng. Đồng thời, nó còn đưa ra những chuẩn mực đạo đức cho hành vi ứng xử của con người, những yêu cầu đối với các mối quan hệ vua – tôi, cha – con, chồng – vợ, đối với việc tu thân,... có tác dụng to lớn trong việc giúp các triều đại củng cố nền cai trị, tập trung quyền lực vào chính quyền trung ương, ổn định trật tự xã hội mà Phật giáo và Đạo giáo không thể sánh kịp. Về cơ bản, nhà Trần vẫn tôn chuộng đạo Phật nhưng để duy trì quyền lực, tổ chức quản lý xã hội, các triều đại này đã lựa chọn Nho giáo.
Khuynh hướng dung hoà tam giáo mà trước hết, là sự kết hợp giữa Phật và Nho đã được biểu hiện khá rõ nét trong văn học Phật giáo thời Trần. Chẳng hạn, trong bài tựa sách Thiền tông chỉ nam, Trần Thái Tông đã trình bày rõ mục đích của Phật và Thánh: “Đạo Phật không chia Nam Bắc đều có thể tu mà tìm, tính người có trí ngu, cũng nhờ giác ngộ mà thành đạt. Vì vậy phương tiện dẫn dụ đám người mê muội, con đường tắt sáng tỏ lẽ tử sinh ấy là đại giáo của đức Phật. Đặt mực thước cho hậu thế, làm khuôn mẫu cho tương lai, ấy là trách nhiệm của Tiên Thánh vậy”. Chính vì thế, dưới thời Trần, nhà cầm quyền tuy theo Phật giáo, nhưng Nho giáo cũng ngày càng được trọng dụng và có điều kiện để mở rộng tầm ảnh hưởng. Càng về sau, Phật giáo mất dần ảnh hưởng còn Nho giáo, với ưu thế trong việc củng cố nhà nước quân chủ tập quyền và trật tự của xã hội phong kiến đã dần vươn lên, phát triển khá mạnh mẽ. Sự phát triển đó tuy chậm chạp, nhưng chắc chắn vì cùng với yêu cầu về tổ chức quản lý xã hội và tổ chức bộ máy hành chính nhà nước, sự phát triển của Nho giáo còn gắn liền với nhu cầu phát triển văn hoá, giáo dục.
Một năm sau khi nắm chính quyền, tức năm 1227, nhà Trần mở khoa thi Tam giáo. Từ đó, các khoa thi được tổ chức đều đặn và thường xuyên hơn. Năm 1232, nhà Trần mở khoa thi Thái học sinh (sau đổi thành Tiến sĩ). Từ năm 1246 về sau, tổ chức thi cử quy củ, cứ 7 năm một kỳ. Năm 1304, thi kẻ sĩ trong nước, có tất cả 44 người đỗ Thái học sinh và lần đầu tiên, triều đình tôn vinh cả về mặt học vấn lẫn danh dự cho những thí sinh trúng tuyển bằng việc cho "dẫn ba người đỗ đầu ra cửa Long Môn của Phượng Thành đi du ngoạn đường phố ba ngày". Hệ thống giáo dục cũng phát triển, ngoài các trường do nhà nước quản lý, như Quốc tử viện, Quốc học viện, Thái học, Nhất toát trai, Tư thiện đường... còn có các trường dân lập, như trường của Trần Ích Tắc, trường của Chu Văn An. Các loại trường này ngày càng mở rộng và thu hút được nhiều đối tượng từ các nơi đến học. Năm 1236, nhà Trần đặt chức Thượng thư tri Quốc tử viện, đưa con em văn thần và tụng thần (chức quan tư pháp) vào học. Đến 1397, việc nhà vua xuống chiếu đặt học quan, tổ chức việc học tập ở cấp châu huyện để hàng năm tiến cử những người ưu tú cho triều đình cho thấy sự phát triển về quy mô đào tạo của nền giáo dục Nho học thời Trần. Tuy vào đầu Trần, ảnh hưởng của Phật giáo vẫn chi phối mọi mặt sinh hoạt của xã hội, trong đó có giáo dục, thi cử, nhưng càng về cuối Trần, Nho giáo càng nâng cao vị thế của mình thông qua con đường học tập, khoa cử. Nhà Trần còn cho lập Quốc học viện, đắp tượng Khổng Tử, Chu Công và Mạnh Tử, vẽ tranh 72 người hiền để thờ, và còn "xuống chiếu vời nho sĩ trong nước đến Quốc tử viện giảng tứ thư lục kinh” năm 1253, hay việc vua Trần Thánh Tông "xuống chiếu tìm người tài giỏi, đạo đức, thông hiểu kinh sách làm tư nghiệp Quốc tử giám, tìm người có thể giảng bàn ý nghĩa của Tứ thư ngũ kinh sung vào hầu nơi vua đọc sách” vào năm 1272. Đặc biệt, vào năm 1304, nhà Trần còn quy định nội dung thi Thái học sinh: "Về phép thi: trước thi ám tả thiên Y quốc và truyện Mục thiên tử để loại bớt. Thứ đến kinh nghi, kinh nghĩa, đề thơ (tức thể cổ thi ngũ ngôn trường thiên) hỏi về "vương độ khoan mãnh ", theo luật "tài nan xạ trĩ ", về phú thì dùng thể 8 vần "đế đức hiếu sinh, hiệp vụ dân tâm ". Kỳ thứ ba thi chế, chiếu, biểu. Kỳ thứ tư thi đối sách”. Cuối Trần, khi Hồ Quý Ly lên nắm quyền bính, đã chú trọng phát triển giáo dục Nho học. Ông đã sửa đổi về thi cử cho phù hợp yêu cầu thực tế, như đưa môn tính và viết vào thi Hương, khuyến khích việc dùng chữ Nôm, cho dịch kinh Thư ra chữ Nôm để dễ học tập. Có thể thấy, đến thời Trần, Nho học đã thực sự phát triển, chi phối giáo dục, khoa cử, tạo nên đội ngũ trí thức Nho sĩ đông đảo, thúc đẩy sự phát triển của học vấn nước nhà, tạo ra nền văn hóa mang dấu ấn Nho giáo.
Cuối thế kỷ XIV, Nho giáo phát triển mạnh, chiếm ưu thế trong cung đình và đi sâu vào sinh hoạt tinh thần của Đại Việt trên nhiều mặt. Giáo dục Nho học giữ vị trí chủ đạo trong nền giáo dục đất nước. Tầng lớp Nho sĩ trở nên đông đảo và tích cực tham gia các công việc chính trị của đất nước, phấn đấu cho lý tưởng của Nho giáo, phát triển những quan điểm về các mặt chính trị, xã hội, đạo đức, làm cho sinh hoạt tư tưởng và văn hóa nước nhà khá náo nhiệt. Bên cạnh đó, vào cuối đời Trần, xã hội Việt Nam bước vào khủng hoảng, sự phát triển quá mức của đạo Phật đã gây ra những hậu quả xã hội nặng nề, như tầng lớp quý tộc lợi dụng danh nghĩa tôn giáo ra sức xây chùa, đúc tượng; nhà chùa chiếm hữu nhiều ruộng đất, tiêu phí nhiều tiền của, tăng ni ngày một đông đến mức chiếm quá nửa dân số. Khi đó đã xuất hiện khuynh hướng công kích Phật giáo từ phía các Nho sĩ và ngày một trở nên mạnh mẽ, rầm rộ, phản ánh những mâu thuẫn vốn có trong xã hội giữa một bên là giới quý tộc (thân tộc của nhà vua) có thế lực, có sản nghiệp, có khuynh hướng ủng hộ Phật giáo với một bên là ngoại tộc đi lên bằng tài năng trí tuệ. Lê Văn Hưu đã đứng trên lập trường của nhà Nho để lên án việc tiêu phí tiền của, sức lực của nhân dân vào việc xây dựng chùa chiền, tháp và cho đó là "khơi vét máu mỡ của dân". Trương Hán Siêu thì tố cáo các nhà sư chiếm đoạt ruộng vườn, nhà cửa, ham mê cảnh đẹp, coi sự phát triển quá mức của đạo Phật là nguyên nhân đã gây ra tác hại cho sản xuất; rằng, “những nơi u nhã thanh kỳ trong nước, chùa chiền đã chiếm mất một nửa. Bọn áo thâm, áo vàng đang tụ tập ở đấy, không cày mà ăn, không dệt mà mặc, những người thất phu, thất phụ thường bỏ cửa nhà, bỏ làng xóm lũ lượt quy theo”. Không chỉ phê phán những tệ nạn và những hậu quả tiêu cực do sự phát triển rầm rộ của Phật giáo, một số nhà Nho còn công kích cả giáo lý của nhà Phật. Trong bài văn bia Chùa Thiện Phúc, Lê Quát đã lên án nhà chùa lấy điều hoạ phúc để mê hoặc lòng người, làm cho người ta tin theo. Trong bài ký Tháp Linh tế, Trương Hán Siêu đã mạt sát tín đồ đạo Phật là yêu ma, gian tà, cho giáo lý Phật giáo chỉ mê hoặc chúng sinh. Trong khi công kích, bài xích Phật giáo, các Nho sĩ nhà Trần cũng đề cao Nho giáo. Trương Hán Siêu cho rằng, “ngày nay thánh hiền muốn mở mang giáo hóa để sửa đổi phong tục đồi bại. Dị đoan đáng phải truất bỏ, chính đạo phải được phục hưng. Đã là kẻ sĩ đại phu, không phải đạo Nghiêu Thuấn không bày tỏ trước vua; không phải đạo Khổng – Mạnh không trước thuật". Đặc biệt, trong khi phê phán Phật giáo, Lê Văn Hưu còn đề cao Nho giáo như là cơ sở lý luận cho mọi hoạt động chính trị của triều đình. Vào cuối Trần, giới Nho sĩ ngày càng có vị trí đáng kể trong xã hội và ngày càng có đủ uy lực để dám công khai phản đối một số đặc quyền đặc lợi của quý tộc, mà còn công khai phản đối Phật giáo lúc Phật giáo còn là tôn giáo của nhà vua.
Cuộc đấu tranh công kích Phật giáo vừa nhằm khẳng định địa vị cho Nho giáo trong đời sống văn hóa - tư tưởng, vừa được coi là cuộc đấu tranh triệt để để chuẩn bị về mặt lực lượng xã hội và tư tưởng cho tầng lớp Nho sĩ bước lên vũ đài chính trị; đồng thời báo hiệu sự sa sút của Phật giáo không chỉ trong thực tế, mà còn trong lĩnh vực tư tưởng. Từ đây, Phật giáo không còn giữ vị trí quan trọng trong lĩnh vực chính trị, tư tưởng như trước nữa, mà Nho giáo dần tiến đến nắm giữ vị trí chủ đạo trong sinh hoạt tư tưởng tại Việt Nam.

### Nhà Nguyễn

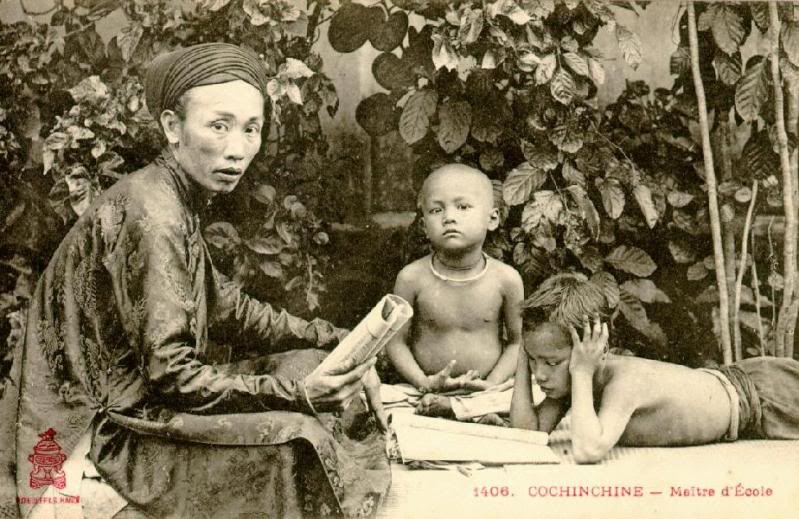
Thầy đồ đang dạy học trò

Thời kỳ chế độ phong kiến lâm vào khủng hoảng, Nho giáo không ngừng củng cố và phát triển cho đến vào giữa thế kỷ 19. Nho giáo mất dần ảnh hưởng, bị lãng quên thậm chí bị đả kích khi Việt Nam tiếp xúc với văn minh phương Tây dưới sự bảo hộ của Pháp và nhất là khi chế độ khoa cử lấy Nho giáo làm trọng tâm bị bãi bỏ, Nho giáo bị loại ra khỏi chương trình giáo dục. Tuy nhiên Nho giáo vẫn có ảnh hưởng lớn đối với những nhà cách mạng như Phan Bội Châu, Phan Châu Trinh, Nguyễn Thái Học hay Hồ Chí Minh...

### Từ năm 1945 trở về sau
Đề cương văn hoá Việt Nam năm 1943 của Đảng Cộng sản Đông Dương do Trường Chinh khởi thảo chủ trương đập tan những quan niệm cũ kỹ của Nho giáo gây ảnh hưởng tai hại ở Việt Nam làm cho thuyết duy vật biện chứng và duy vật lịch sử thắng. Cách mạng Tháng Tám năm 1945 đã làm cho Nho giáo ở Việt Nam suy sụp hoàn toàn cùng với sự sụp đổ của chế độ quân chủ. Từ đây, Nho giáo không còn là hệ tư tưởng chính thống của tầng lớp lãnh đạo xã hội. Nho giáo không còn tồn tại nữa nhưng nó vẫn ảnh hưởng lâu dài trong các mối quan hệ xã hội, trong ứng xử giữa người và người, trong phong tục tập quán và cả trong những nghi thức thờ cúng, tín ngưỡng cổ truyền của người Việt.
Từ cuối thế kỷ 20, việc Việt Nam chuyển đổi sang kinh tế thị trường và hội nhập thế giới đã làm nảy sinh những nguy cơ lớn đối với Văn hóa Việt Nam. Nguy cơ bên trong là sự xói mòn và băng hoại giá trị văn hoá truyền thống. Nguy cơ bên ngoài là việc văn hoá, lối sống phương Tây xâm lấn văn hoá bản địa, tạo ra sự tiêu diệt bản sắc văn hoá dân tộc. Nếu dân tộc Việt Nam bị "hoà tan" bởi văn hóa ngoại lai, đó sẽ là một thảm hoạ lớn và cũng là một loại diệt vong, ghê gớm không kém gì họa mất nước. Trước nguy cơ đó, nhiều người Việt Nam tìm cách hướng về bảo lưu các giá trị truyền thống, tạo ra những cơ hội cho Nho giáo tái sinh. Nho giáo là thành phần quan trọng hàng đầu đã kiến tạo nên bản sắc văn hoá Việt Nam, do đó bảo vệ truyền thống văn hóa Việt Nam sẽ là điều không thể thực hiện được nếu gạt bỏ những gì thuộc về Nho giáo.
Theo nhận định của Hồ Sĩ Quý (Viện Thông tin KHXH Việt Nam), "thời gian gần đây ở Việt Nam, trong xu hướng chung của việc thực hiện tư tưởng giữ gìn bản sắc văn hoá truyền thống, nhiều yếu tố văn hoá Nho giáo đã được khôi phục và đề cao, thậm chí trong các trường học, khẩu hiệu "Tiên học lễ, hậu học văn" đã được coi như một phương châm ứng xử nền tảng của giáo dục. Mặc dù thực hiện thì chưa được bao nhiêu, nhưng trong tư tưởng, cả xã hội đều thấy các giá trị văn hoá truyền thống mà trong đó những nét tích cực của văn hoá Nho giáo là một bộ phận, đang cần phải được tôn vinh và khôi phục như là một trong các phương thức để ứng xử với các dạng văn hoá ngoại sinh, ngoại lai đang du nhập từ làn sóng toàn cầu hóa. Những giá trị mà Phan Ngọc khái quát, trên những nét lớn là phù hợp với tâm lý chung của cả cộng đồng trên con đường tiến tới mục tiêu dân giàu, nước mạnh, xã hội công bằng, dân chủ, văn minh."

## Khoa bảng
Nhà nước quân chủ Việt Nam cũng thường tổ chức những kỳ thi để chọn người tài ra làm quan hoặc đảm nhiệm những chức vụ trong chính quyền trung ương và địa phương. Các kỳ thi Nho học ở Việt Nam bắt đầu có từ năm 1075 dưới triều Lý Nhân Tông và chấm dứt vào năm 1919 đời vua Khải Định. Trong 845 năm đó, đã có nhiều loại khoa thi khác nhau, ở mỗi triều đại lại có những đặc điểm khác nhau, song trong các đời Lý, Trần, Hồ có một đặc điểm chung là các khoa thi đều do triều đình đứng ra tổ chức, chỉ đạo thi. Hệ thống thi cử tuyển người làm quan này gọi là khoa cử (chữ Nho: 科舉).
Từ thời Hậu Lê, việc thi cử được tiến hành đều đặn và quy củ. Các kỳ thi theo thứ tự là Thi Hương, Thi Hội, Thi Đình. Người đỗ đầu cả ba được gọi là Tam Nguyên (như Tam Nguyên Nguyễn Khuyến).
Thi Hương được tổ chức mỗi 3 năm, vào các năm Tý, Ngọ, Mão, Dậu. Thi Hội sau thi Hương 1 năm, vào năm Sửu, Mùi, Thìn, Tuất.

## Đặc điểm
Về nội dung học tập, Nho giáo chỉ nói đến "trí dục" và "đức dục" mà không xét đến mặt "thể dục" là mặt cũng rất cần cho sự phát triển toàn diện con người. Những kiến thức về giới tự nhiên và về sản xuất vật chất không được Nho giáo đề cập (bởi ở thời của Khổng Tử, khoa học kỹ thuật và nền sản xuất chưa phát triển). Do vậy, người học tuy thấm nhuần tư tưởng Nho học về đạo đức, tinh thông cổ văn, nhưng kiến thức về khoa học tự nhiên, sản xuất thực tiễn thì lại không phát triển. Cả hai mặt tiến bộ và hạn chế của Nho giáo đều để lại dấu ấn trên Nho sĩ. Khi tiếp xúc với nền văn minh phương Tây mạnh về khoa học kỹ thuật, nếu người xuất thân Nho học biết tiếp thu những kiến thức khoa học và sản xuất thì sẽ khắc phục được mặt hạn chế, trở nên "Vừa có tài vừa có đức", ngược lại nếu tiếp thu không có chọn lọc thì không những không khắc phục được hạn chế mà những giá trị đạo đức của nền Nho học cũng bị đánh mất.
Nhược điểm nghiêm trọng hơn nữa là Nho giáo Việt Nam thiếu sự xuất hiện các trường phái học thuật nên vận động trong sự đơn điệu và một chiều, chứ không được phong phú và đa dạng như Nho giáo Trung Quốc. Nho giáo Việt Nam thiếu sự vận động bên trong, thiếu sự phản tỉnh nên trì trệ. Đa số nhà Nho Việt Nam chỉ đặt cho mình mục đích học là để đi thi, thi đỗ thì ra làm quan để được giàu sang, sung sướng. Đạt được mục đích đó thì xem như việc học tập đã kết thúc. Ít người có chí cao xa, như học để tham gia tranh luận những vấn đề mang tầm khu vực, học để kinh bang tế thế hoặc để phát triển văn hoá, đạt đến những tầm cao tư tưởng. Cũng có một số Nho sĩ quan tâm đến học thuật, nhưng thường là các vấn đề chính trị và đạo đức, ít bàn đến vấn đề siêu hình, một lĩnh vực thuần túy triết học làm nền tảng cho khả năng nhận thức sâu sắc thế giới và hành động sáng tạo. Thậm chí, họ còn biến những vấn đề siêu hình thành cái thực tế, thực dụng. Vì học tập và tư duy như thế nên họ ít có cống hiến to lớn trong lĩnh vực học thuật có thể so sánh với các nước khác cũng chịu ảnh hưởng của Nho giáo. Nền giáo dục Nho giáo Việt Nam chỉ sản sinh ra được một tầng lớp quan lại có nền tảng Nho học còn các loại hình trí thức then chốt của một tầng lớp trí thức thực thụ thì xuất hiện thưa thớt, mờ nhạt, hoặc hoàn toàn vắng bóng trong một số lĩnh vực như triết học.
Một số nhà Nho uyên thâm của Việt Nam khi đứng trước kho tàng đồ sộ và uyên bác của Nho giáo Trung Quốc thường tóm lược lấy những điều cốt yếu, biên soạn lại thành những tài liệu đơn giản và ngắn gọn để dạy học trò. Có thể liệt kê các sách Nho học như “Tứ thư tập chú” của Chu Hy, “Tứ thư đại toàn” của Tống, Nguyên, Minh, Thanh Nho, sang Việt Nam chỉ còn là “Thuyết ước” (tóm lược học thuyết) và “Ước giải” (giải thích tóm tắt); hoặc như cuốn “Tính lý đại toàn” của Hồ Quảng thời Minh, sang Việt Nam chỉ còn “Tiết yếu”. Đây là hiện tượng chung của nhiều triều đại quân chủ Việt Nam. Nếu ở triều Trần có “Tứ thư thuyết ước” của Chu Văn An, thì ở triều Lê - Trịnh có “Tứ thư ước giải” của Lê Quý Đôn, triều Nguyễn có “Tứ thư trích giảng” của Nguyễn Văn Siêu; nếu ở triều Lê - Trịnh có cuốn “Tính lý tiết yếu” của Bùi Huy Bích, thì ở triều Nguyễn cuốn đó vẫn còn được xem là cuốn sách giáo khoa mẫu mực. Chính điều này đã lược bớt rất nhiều điều, làm mất rất nhiều điểm có khả năng gợi mở, giản đơn hoá nội dung phong phú và súc tích của học thuyết khiến người học không lĩnh hội được chiều sâu của Nho giáo. Người được truyền đạt cũng hài lòng với cách làm đó thì mọi lối tư duy, mọi đường sáng tạo đều bị thu hẹp lại. Bên cạnh đó, Nho giáo Việt Nam đã pha trộn với tư tưởng của Phật giáo, Đạo giáo và các tín ngưỡng dân gian khác. Nhưng hạn chế lớn nhất là tập quán sùng bái thánh hiền, giáo điều và máy móc của giới Nho sĩ Việt Nam. Trong khi đó bên cạnh Nho giáo còn có nhiều trường phái tư tưởng khác như Đạo gia, Mặc gia, Pháp gia... Giữa các trường phái này luôn có sự tranh luận, phản bác nhau. Điều này khiến sự phát triển của Nho giáo Việt Nam hạn chế. Nó chỉ đạt đến mức độ tiếp thu một số tín điều từ Nho giáo Trung Hoa, chưa tạo được lý luận riêng, chưa xuất hiện các học phái khác nhau. Phương pháp tư duy của nó thiên về bảo thủ, giáo điều.

## Ảnh hưởng

### Ảnh hưởng đến nhân sinh
Tại Việt Nam, Nho giáo đã bản địa hoá nên thành nền Việt nho, cung cấp các giá trị làm nền tảng cho nền văn hoá Việt Nam để tạo nên một truyền thống tốt đẹp về tư tưởng, đạo đức và nếp sống. Đó là ý thức trách nhiệm, nghĩa vụ và tình cảm đạo đức của mỗi người đối với cộng đồng; là sự hiếu học, coi trọng nhân tài, coi trọng người có học vấn và tôn sư trọng đạo; là sự tích cực nhập thế, tích cực dấn thân vào các hoạt động xã hội; là việc coi trọng gia đình, trọng tình nghĩa. Câu châm ngôn "Tiên Học Lễ, Hậu Học Văn" phổ biến ở các trường học tại Việt Nam hiện nay chính là quan niệm giáo dục.

### Ảnh hưởng đến văn học
Nho giáo được xem là có sức lan tỏa và ảnh hưởng đến Văn học Việt Nam, điển hình như hai bản tuyên ngôn độc lập như "Nam Quốc Sơn Hà" của Lý Thường Kiệt và "Bình Ngô Đại Cáo" của Nguyễn Trãi đề cao tính dân tộc, nguyện vọng dành độc lập của Nhân dân Việt Nam, trong đó ở tác phẩm "Nam Quốc Sơn Hà" có kể đến câu: "Sông núi nước Nam, vua Nam ở, rành rành định phận tại sách Trời" đã nhắc đến nước Nam đã có chủ quyền và luôn chống lại sự uy hiếp từ phía phương Bắc, chủ quyền đó đã được Trời cao công nhận và do đó xâm chiếm nước Nam là hành động chống lại mệnh Trời. Ý tưởng này chịu ảnh hưởng từ tư tưởng mệnh trời của Hán Nho.